# Irtyek
Az Irtyek (oroszul:  Иртек ) folyó Oroszország európai részén, az Urál jobb oldali mellékfolyója.

## Földrajz
Hossza: 134 km, vízgyűjtő területe: 2630 km².
Az Obscsij Szirt-hátság délkeleti oldalán ered. Jelentősebb mellékfolyója, a Tasolka (50 km) beömlése után több ágra bomlik, melyek csak a torkolat közelében egyesülnek újra. Kazahsztán és Oroszország államhatárához közel ömlik az Urálba, 981 km-re annak torkolatától.  
Főként olvadékvizek táplálják. Tavaszi árvize van, ilyenkor vonul le az éves vízmennyiség kb. 94%-a. Az év többi részében alacsony vízállás jellemzi. 
November közepe-vége felé befagy, március-április fordulóján szabadul fel a jég alól.